# فرناندو لوبيز فلوريس
فرناندو لوبيز فلوريس (بالإسبانية: Fernando López Flores)‏ هو لاعب كرة قدم ومدرب كرة قدم تشيلي، ولد في 29 يناير 1980 في سانتياغو في تشيلي. لعب مع سان ماركوس دي أريكا ‏.